# Mundialito per club 1981
Il Mundialito per club, ufficialmente Coppa Super Clubs o Coppa Supermondiale clubs, si disputò dal 16 giugno al 28 giugno a Milano, allo stadio Giuseppe Meazza in San Siro e venne vinto dall'Inter.
Alla prima edizione parteciparono solo i club che avessero vinto almeno una volta la Coppa Intercontinentale. Nel 1968-1969 e nel 1969-1970 sono state disputate due edizioni della Supercoppa dei Campioni Intercontinentali, alla quale potevano partecipare solo i club che avevano vinto almeno una volta la Coppa Intercontinentale, così come nella prima edizione del Mundialito per Club nel 1981.
Come miglior calciatore del torneo venne proclamato il nerazzurro Evaristo Beccalossi. I dirigenti del Santos, a fine torneo, affermarono che Beccalossi sarebbe stato uno dei pochi calciatori che avrebbe potuto indossare la maglia n. 10 di Pelé ed a seguito di ciò alcune squadre sia sudamericane che europee si interessarono all'acquisto del fuoriclasse bresciano.

## Squadre partecipanti
| Federazione | Club      |
| ----------- | --------- |
| Brasile     | Santos    |
| Italia      | Inter     |
| Italia      | Milan     |
| Paesi Bassi | Feyenoord |
| Uruguay     | Peñarol   |

## Risultati
| Milano 16 giugno 1981, ore 19:00 UTC+2 | Milan             | 0 – 0 referto | Feyenoord | Stadio Giuseppe Meazza (30000 spett.)\| Arbitro: \| Riccardo Lattanzi \| |
| Arbitro:                               | Riccardo Lattanzi |               |           |                                                                          |

| Arbitro: | Arnaldo Prati |

|               |           |           |
| Altobelli 37’ | Marcatori | 87’ Ortíz |

| Milano 21 giugno 1981, ore 19:00 UTC+2                | Santos    | 1 – 1 referto | Peñarol | Stadio Giuseppe Meazza (3000 spett.) |
| \| \| \| \| \| Pita 12’ \| Marcatori \| 78’ Abalde \| |           |               |         |                                      |
|                                                       |           |               |         |                                      |
| Pita 12’                                              | Marcatori | 78’ Abalde    |         |                                      |

| Milano 21 giugno 1981, ore 21:00 UTC+2                                    | Inter     | 2 – 1 referto   | Feyenoord | Stadio Giuseppe Meazza (14000 spett.) |
| \| \| \| \| \| Beccalossi 32’ Bini 73’ \| Marcatori \| 56’ Van Deinsen \| |           |                 |           |                                       |
|                                                                           |           |                 |           |                                       |
| Beccalossi 32’ Bini 73’                                                   | Marcatori | 56’ Van Deinsen |           |                                       |

| Arbitro: | Maurizio Mattei |

|            |           |  |
| Peters 32’ | Marcatori |  |

| Arbitro: | Massimo Ciulli |

|                   |           |               |
| S. Battistini 56’ | Marcatori | 61’, 71’ Elói |

| Arbitro: | Gino Menicucci |

|                                              |           |                    |
| Bini 24’ Oriali 26’ Altobelli 34’ Muraro 76’ | Marcatori | 32’ Toninho Vieira |

| Milano 26 giugno 1981, ore 21:00 UTC+2         | Milan     | 1 – 0 referto | Peñarol | Stadio Giuseppe Meazza |
| \| \| \| \| \| Vincenzi 72’ \| Marcatori \| \| |           |               |         |                        |
|                                                |           |               |         |                        |
| Vincenzi 72’                                   | Marcatori |               |         |                        |

| Arbitro: | Paolo Bergamo |

|                                |           |  |
| Nílson Dias 33’ João Paulo 56’ | Marcatori |  |

| Arbitro: | Gianfranco Menegali |

|              |           |                                      |
| Vincenzi 15’ | Marcatori | 57’, 79’ (rig.) Altobelli 75’ Oriali |

## Classifica
| Pos | Squadra   | G | V | N | P | GF | GS | DG | Pt |
| --- | --------- | - | - | - | - | -- | -- | -- | -- |
| 1   | Inter     | 4 | 3 | 1 | 0 | 10 | 4  | +6 | 7  |
| 2   | Santos    | 4 | 2 | 1 | 1 | 6  | 6  | 0  | 5  |
| 3   | Milan     | 4 | 1 | 1 | 2 | 3  | 5  | −2 | 3  |
| 4   | Feyenoord | 4 | 1 | 1 | 2 | 2  | 4  | −2 | 3  |
| 5   | Peñarol   | 4 | 0 | 2 | 2 | 2  | 4  | −2 | 2  |

## Classifica marcatori
| Goal | Giocatore            | Club      |
| ---- | -------------------- | --------- |
| 4    | Alessandro Altobelli | Inter     |
| 2    | Graziano Bini        | Inter     |
| 2    | Gabriele Oriali      | Inter     |
| 2    | Francesco Vincenzi   | Milan     |
| 2    | Elói                 | Santos    |
| 1    | Jan van Deinsen      | Feyenoord |
| 1    | Evaristo Beccalossi  | Inter     |
| 1    | Carlo Muraro         | Inter     |
| 1    | Sergio Battistini    | Milan     |
| 1    | Ricardo Ortiz        | Peñarol   |
| 1    | João Paulo           | Santos    |
| 1    | Nílson Dias          | Santos    |
| 1    | Pita                 | Santos    |
| 1    | Toninho Vieira       | Santos    |